# Jean Férir
Jean Joseph Georges Férir (Tongeren, 21 april 1927 – Hasselt, 26 december 2014) was een Belgisch volksvertegenwoordiger, senator en burgemeester.

## Levensloop
Op het gemeentelijk vlak werd Férir in 1960 voor de BSP gemeenteraadslid van Tongeren. Hij was er burgemeester van 1972 tot 1977 en van 1983 tot 1987.
In 1968 werd hij verkozen tot lid van de Kamer van volksvertegenwoordigers voor het arrondissement Hasselt. Hij vervulde dit mandaat tot in 1977. Hij werd toen in de Senaat verkozen als rechtstreeks gekozen senator en bekleedde dit mandaat tot in 1985. In de periode december 1971-oktober 1980 zetelde hij als gevolg van het toen bestaande dubbelmandaat ook in de Cultuurraad voor de Nederlandse Cultuurgemeenschap, die op 7 december 1971 werd geïnstalleerd. Vanaf 21 oktober 1980 tot oktober 1985 was hij lid van de Vlaamse Raad, de opvolger van de Cultuurraad en de voorloper van het huidige Vlaams Parlement.
In december 2014 stierf hij aan de gevolgen van een herseninfarct.